# Philip Warren Anderson
Philip Warren Anderson (Indianapolis, 13. prosinca 1923. – Princeton, New Jersey, 29. ožujka 2020.) bio je američki fizičar. Doktorirao na Harvardovu Sveučilištu 1949. godine. Radio je u Laboratorijima Bell Telephone (od 1949. do 1984.), kao profesor teorijske fizike na Sveučilištu u Cambridgeu (od 1967. do 1975.), a od 1975. na Sveučilištu u Princetonu. Za temeljna teorijska istraživanja elektronske strukture magnetskih i neuređenih sustava s N. F. Mottom i J. H. Van Vleckom dobio je Nobelovu nagradu za fiziku 1977. godine. Autor je više knjiga kao Concepts of Solids (1963) i Basic Notions of Condensed Matter Physics (1984).